# Bernhard Sperrfechter
Bernhard Sperrfechter (* 5. September 1960 in Baden-Württemberg) ist ein deutscher Gitarrist, Autor, Dozent, Lehrer und Mitglied in Jazz- und Pop-Ensembles.

## Leben und Wirken
Sperrfechter spielte seit 1978 in verschiedenen Bands; mit der SBF Big Band Bad Friedrichshall war er 1980 und 1982 Sieger im Wettbewerb Jugend jazzt. Von 1985 bis 1990 studierte er im holländischen Maastricht Gitarre am Conservatorium voor Muziek (Hogeschool der Kunsten).
Als freischaffender Musiker arbeitet er unter anderem mit Barbara Lahr, Jutta Brandl, Daniel Prandl, Thomas Stabenow, Nationaltheater Mannheim (2009–2017), Caroll Vanwelden, S-H-S (Sauerborn-Höhn-Sperrfechter), Hot Four, Public Sound Office (um Trompeter Thomas Siffling), mit Jule Unterspann als Jazzkanaillen sowie dem SwingSize Orchestra. Er veröffentlichte mehrere CDs sowohl mit eigenen Projekten, als auch als Sideman.
Als künstlerischer Leiter konzipiert er die Konzertreihen „Jazz im Rathaushof“ (ehemals „Oldtime Festival Speyer“) und die „Klangbilder im Purrmannhaus“, beide in Speyer.
Sperrfechter hat einen Lehrauftrag an der Frankfurter Musikwerkstatt und ist Leiter der Musikschule der Stadt Speyer. Zuvor war er Fachbereichsleiter für Jazz- und Pop und ab 2004 pädagogischer Leiter an der Musikschule Eberbach. Darüber hinaus ist er Dozent auf Workshops. Er ist Autor mehrerer Bücher:  „Das Basisensemblebuch: Hören-Verstehen-Benennen-Spielen“, einer Harmonielehre „Blues-Changes-Modes-Symmetrie“ sowie eines Play-Along-Sets für Kinder „Mitspielhits für Kids“.

## Diskografische Hinweise
- Barbara Lahr Kintsugi
- brandlDUOsperrfechter Horseradish
- Hot Four Vier machen Musik
- Caroll Vanwelden Don´t Explain
- Barbara Lahr Trio Six String Call
- Hot Four Die heißen Vier
- S-H-S Sauerborn-Höhn-Sperrfechter!
- Hot Four Creole Jazz Band Rockfour
- Thomas Siffling und Public Sound Office Human Impressions
- S-H-S Better Days
- Hot Four Creole Jazz Band Gestatten wir heissen Vier...
- Jutta Glaser Little Girl Blue
- Jutta Glaser Moondance
- Gerd Mayer-Mendez Alone2Gether
- Schott Verlag Klangstrasse
- Traffic Jam On Silent Streets
- Sybille Schleicher Ach das Herz tät´mir zerbluten
- Fromaasch On Voyage
- Michael Demmerle Quartett Chandra
- Leon Mennen Guitar Forms
- Stephan Zobeley Zobel
- Benjamin Wittiber Cool Vibes